# Aeolosaurus colhuehuapensis
Aeolosaurus colhuehuapensis ("lagarto de Eolo del Lago Colhué Huapi") es una especie del género Aeolosaurus de dinosaurio saurópodo aeolosaúrido, que vivió a finales del período Cretácico, en el Campaniense, hace aproximadamente 74 a 70 millones de años, en lo que hoy es Sudamérica. Segunda especie descripta, fue encontrada en la Formación Bajo Barreal, entre el Campaniano y el Maastrichtiense, en la riveras del Lago Colhué Huapi, en la Provincia del Chubut, basándose en una serie de veintiún vértebras caudales.